# Wilhelm Kastell
Wilhelm Kastell (* 20. Juni 1879 in Worms; † 30. August 1958 in Mainz) war ein deutscher römisch-katholischer Geistlicher, Ehrendomkapitular und Generalvikar im Bistum Mainz.

## Leben
Wilhelm Kastell wurde als Sohn des Lehrers Peter Kastell und dessen Ehefrau Eva Katharina Kipp geboren und wurde 1902 nach dem Studium der Theologie durch den Mainzer Bischof Heinrich Brück zum Priester geweiht. Er übernahm die Stelle als Kaplan in Bretzenheim und wechselte 1911 als Pfarrverwalter in verschiedene Gemeinden, bevor er im Jahr darauf Pfarrer an der St.-Bartholomäus-Kirche in Mörlenbach wurde. Nach dreijähriger Amtszeit wechselt er zur St.-Ludwigs-Kirche in Darmstadt und war zugleich als Lehrkraft am Gymnasium Darmstadt tätig.
Als Dekan war er Vorsitzender des katholischen Pressevereins Darmstadt und begründete die eigene Kirchenzeitung Darmstädter Nachrichten, die auf Geheiß der Nationalsozialisten in Darmstädter Kirchenblatt umbenannt wurde. Es erschien bis 1937 mit einer Auflage von 2.100 Exemplaren, wovon 1935 allein in Darmstadt 1.800 von 2.100 Abonnenten beliefert wurden. 1936 übernahm er das Amt des Militärseelsorgers in Darmstadt. Am 23. Januar 1927 wurde er von Bischof Ludwig Maria Hugo zum geistlichen Rat ernannt.
Nach dem Zweiten Weltkrieg ernannte ihn Bischof Albert Stohr am 30. Mai 1945 zum Generalvikar. Damit war er der erste Mitarbeiter des Bischofs im  Bistum Mainz. Seine Amtszeit, die 1956 endete, stand ebenso im Zeichen der Integration der zahlreichen katholischen Heimatvertriebenen wie des Wiederaufbaus der kriegszerstörten Gotteshäuser. Auch die Organisation des 72. Deutschen Katholikentages in Mainz fiel in seine Amtszeit.

### Auszeichnungen
- 1927 Geistlicher Rat
- Ehrendomkapitular
- 1952 Apostolischer Protonotar